# Odkrywając wolność
Odkrywając wolność. Przeciw zniewoleniu umysłów – książka wydana w 2012 roku przez wydawnictwo Zysk i S-ka. Jest zbiorem kilkudziesięciu esejów największych klasyków liberalnej myśli społecznej wybranych przez prof. Leszka Balcerowicza, który opatrzył je obszernym wstępem oraz współpracowników fundacji Forum Obywatelskiego Rozwoju.
Książka w miesiąc od premiery przekroczyła liczbę 10 tys. sprzedanych egzemplarzy i tym samym trafiła na listę bestsellerów.

## Geneza książki
Pierwotny pomysł wydania zbioru tekstów myślicieli wolnościowych pojawił się w sierpniu 2008 r. pod roboczym tytułem „ABC wolności”. Inspiratorem wydania dzieła był profesor Leszek Balcerowicz. Zaawansowanie prac nad zbiorem nastąpiło z początkiem roku 2010, a proces przygotowań, który obejmował m.in. wybór wydawnictwa, wyselekcjonowanie ostatecznych tekstów z kilkuset pozycji, pozyskanie praw autorskich itp., zajął prawie trzy lata.
Idea wydania książki wiąże się z długoterminową obywatelską kampanią zapoczątkowaną przez fundację FOR, której celem było dotarcie do kilkuset tysięcy ludzi i ponowne wprowadzenie pojęcia wolności do dyskursu publicznego w Polsce. Przez osoby związane z przygotowaniem książki jest ona rozumiana jako odpowiedź na rosnące presje roszczeniowe rozmaitych grup społeczeństwa polskiego, propagowanie idei etatystycznych w publicystyce i głównym nurcie politycznym, które stopniowo odciągają Polskę od kursu obranego w wyniku transformacji ustrojowej i planu Balcerowicza. Można ją uznać za swoisty manifest współczesnego polskiego liberalizmu i powrót do korzeni tej ideologii, po rozczarowujących działaniach ostatnich polskich rządów, które – pomimo deklarowania przywiązania do wolnościowej orientacji – często podejmowały działania skrajnie antywolnościowe.
Za konsultację merytoryczną odpowiadali Błażej Moder, Piotr Ptak i Paweł Dobrowolski. Książkę udało się wydać dzięki zaangażowaniu Arkadiusza Musia (PressGlass).

## Spis treści

### Wstęp
Prof. Balcerowicz, w napisanym przezeń wstępie, przedstawił postulat obrony zagrożonych wolności. Rozpoczyna od określenia miejsca i roli państwa w rozwoju społecznym człowieka, przytacza poglądy na temat państwa wypracowane przez myślicieli na przestrzeni wieków. Największy nacisk kładzie na jeden z elementów definicji Maxa Webera – monopol na przymus. Autor zastanawia się, jaki jest optymalny poziom przymusu aby można było mówić o efektywnie działającym państwie. Odpowiedzią na takie wyzywanie jest państwo minimalne, ograniczone jedynie do niezbędnych funkcji i pozostawiające jak największy zakres wolności obywatelskich poza kontrolą polityczną. Odpowiedzią na to zagadnienie płynnie przechodzi do pytania w jaki sposób pojmować wolność, szczególnie jednostkową, która często utożsamiana jest z zakresem możliwości wyboru który sprowadza pojęcie wolności do zamożności. Zamiast tego, przybliża właściwe rozumienie wolności jako możliwych działań niezagrożonych karą – „Tym więcej wolności, im mniej zakazanych czynów w Kodeksie Karnym”. Postuluje powrót do szerokiego domniemania wolności –„ co nie jest zakazane, jest dozwolone”, kiedy to wolność ograniczana byłaby dopiero w momencie wkraczania w przestrzeń innej jednostki. Przyjęcie takiego założenia implikuje postulat całkowitej swobody umów, który łączy się z odrzuceniem państwowego paternalizmu, którego przejawami są współcześnie np. rozbudowane ustawodawstwo pracy, które wprowadza nierównowagę między stronami doprowadzając do strukturalnego bezrobocia.
Przechodząc od zagadnienia relacji wolności obywatelskich do demokracji, autor słusznie zauważa, że demokracja jest jedynie, i aż, formą pokojowej zmiany władzy politycznej, i sama w sobie w żaden sposób nie gwarantuje zachowania szerokiego katalogu wolności o których zachowanie społeczeństwo musi dbać samo. Szczególnie istotna jest wolność gospodarcza, która została naruszona min. poprzez liczne odstępstwa od zasady swobody umów i równości stron, wywłaszczenia i państwowy interwencjonizm. Aby poprawnie skonstruować dobrze działające państwo, trzeba najpierw zrozumieć naturę człowieka, która składa się ze stałych czynników: bodźców pochodzących z otoczenia oraz dążenia do realizacji własnego interesu. Autor określa taką koncepcję jako realistyczną i przeciwstawia ją utopijnym twierdzeniom często obecnym w ideologiach postulujących zawężenie katalogu wolności. Wykazuje ich błędny tok myślenia posługując się ciekawym przykładem, na którym widać, że socjalizm nie może działać w praktyce:
„Socjalizm, definiowany zgodnie z jego pierwotną ideą, to znaczy przez monopol państwowej własności, odbiera ludziom podstawowe prawo: prawo do prywatnej własności środków produkcji i już z tego powodu jest ustrojem antywolnościowym. Ale na tym sprawa się nie kończy. Trwały zakaz prywatnej przedsiębiorczości nie da się pogodzić z demokracją i związanymi z nią prawami cywilnymi. Jeśli bowiem na moment założyć, ze zaistniał demokratyczny socjalizm, to prędzej czy później – odczuwając skutki jego nieuchronnie złego funkcjonowania w gospodarce – ludzie zaczęliby się politycznie organizować, aby znieść ten zakaz. Ten polityczny nacisk zwiększałyby osoby, które mając predyspozycje do prywatnej przedsiębiorczości, nie chciałyby być skazane na państwowe posady lub karane – jako przestępcy – za podejmowanie takiej działalności. A tylko w ten sposób można, jak już wspomniałem, utrzymać monopol państwowej własności. Ta rosnąca z czasem polityczna presja musiałaby się zakończyć jednym z dwóch rezultatów: a) delegalizacja grup naciskających na liberalizację gospodarczą (a zatem dopuszczeniem tylko partii akceptujących socjalizm); to byłby koniec demokracji, czyli socjalizm demokratyczny przekształciłby się w „realny” – niedemokratyczny; b) politycznym zwycięstwem tych grup i w efekcie wprowadzeniem – w warunkach demokracji – kapitalizmu. Socjalizm nie da się więc pogodzić z wolnością polityczna i szerokimi prawami cywilnymi.”
Podsumowując, zauważa, że demokracja nie zapewnia praworządności ani nie chroni przed zalewem złego prawa. Aby się przed tym zabezpieczyć i skutecznie odpierać roszczeniowe presje, postuluje samoorganizację obywateli i większą aktywność społeczeństwa obywatelskiego.

### Część I. Natura ludzka a wizja ustroju
David Hume: O wolności i konieczności

Adam Smith: O sprawiedliwości i dobroczynności

William A. Niskanen: Niewymagająca oﬁar etyka kapitalizmu

Steven Pinker: Tabula rasa

Mao Yushi: Paradoks moralności

James Madison: Eseje polityczne federalistów

Richard A. Epstein: Własna korzyść a konstytucja

### Część II. Państwo, demokracja, wolność
John Stuart Mill: O wolności

Benjamin Constant: Wolność starożytnych porównana z wolnością nowoczesną

Friedrich August von Hayek: Konstytucja wolności

Anthony de Jasay: Analiza fundamentów liberalizmu

Benjamin Constant: Przesądy dotyczące zakresu władzy politycznej

Alexis de Tocqueville: Jaki rodzaj despotyzmu zagraża demokratycznym narodom

Alexis de Tocqueville: Demokracja i socjalizm

Robert Nozick: Kto wybrałby socjalizm?

Karl Popper: Popper o demokracji: Jeszcze raz o społeczeństwie otwartym i jego wrogach

Frédéric Bastiat: Państwo

Milton Friedman: Związki między wolnością ekonomiczną a wolnością polityczną

James A. Dorn: Wolność gospodarcza i demokracja w Azji Wschodniej

Andrei Shleifer i Robert W. Vishny: Polityka socjalizmu rynkowego

### Część III. Państwo, własność, rynek
John Stuart Mill: O podstawach i granicach zasady laisser-faire, czyli nieinterweniowania

Richard Pipes: Własność jako instytucja

Andrei Shleifer: Własność państwowa a własność prywatna

Richard A. Epstein: Opodatkowanie, regulacja, konﬁskata

Gordon Tullock: Koszt pogoni za rentą

Milton Friedman i Rose Friedman: Potęga rynku

Luigi Zingales: Rynki ﬁnansowe a wolność gospodarcza

Walter E. Williams: Argumenty za wolnym rynkiem

Bruce Bartlett: Jak nadmiernie rozbudowane państwo zabiło starożytny Rzym

Vito Tanzi: Gospodarcza rola państwa w XXI wieku

### Część IV. Państwo socjalne, społeczeństwo, człowiek
Leszek Kołakowski: O solidarności z małej litery pisanej

Janusz Korwin-Mikke: Czym jest „sprawiedliwość społeczna”?

Anthony de Jasay: Rozważania nad sprawiedliwością społeczną

Alexis de Tocqueville: Raport o pauperyzmie

David Kelley: Narodziny praw opiekuńczych

Robert A. Sirico: Przywrócić dobroczynność

Charles Murray: Spoiwa wspólnoty

Michael S. Gazzaniga: Przyrodniczy umysł

William A. Niskanen: Państwo opiekuńcze i kultura ubóstwa

Erich Weede: Prawa człowieka, ograniczony rząd i kapitalizm

### Część V. Liberalizm – antyliberalizm
Jan Winiecki: Odwieczne zderzenie wyobrażeń o tym, jak funkcjonuje świat

Ludwig von Mises: Liberalizm w tradycji klasycznej

Mario Vargas Llosa: Liberalizm w nowym tysiącleciu

Robert Nozick: Dlaczego intelektualiści występują przeciw kapitalizmowi?

Frédéric Bastiat: Co widać i czego nie widać

Tom G. Palmer: Dwadzieścia mitów na temat rynków

Deepak Lal: Transformacja rozwijających się gospodarek – od planu do rynku

James M. Buchanan, John Burton i Richard E. Wagner: Konsekwencje pana Keynesa

Peter J. Boettke, Daniel J. Smith i Nicholas A. Snow: Już tu byłem, już to robiłem

## Booktour
Wraz z pojawieniem się książki na rynku fundacja Forum Obywatelskiego Rozwoju rozpoczęła serię wykładów otwartych prowadzonych przez prof. Leszka Balcerowicza w różnych miastach Polski. Ich celem jest zarysowanie problemów przeanalizowanych przez autorów esejów na stronach książki, przybliżenie idei stojącej za jej wydaniem oraz zwrócenie uwagi społeczeństwa na narosłe problemy państwa.
| Data       | Miasto    | Miejsce wykładu                                                      |
| ---------- | --------- | -------------------------------------------------------------------- |
| 12.11.2012 | Wrocław   | Uniwersytet Ekonomiczny we Wrocławiu, Uniwersytet Wrocławski         |
| 13.11.2012 | Łódź      | Uniwersytet Łódzki                                                   |
| 23.11.2012 | Warszawa  | Lucid Club                                                           |
| 06.12.2012 | Olsztyn   | Uniwersytet Warmińsko-Mazurski                                       |
| 10.12.2012 | Warszawa  | Traffic Club                                                         |
| 18.12.2012 | Warszawa  | Uczelnia Łazarskiego                                                 |
| 19.12.2012 | Warszawa  | Collegium Civitas                                                    |
| 09.01.2013 | Warszawa  | Uniwersytet Warszawski                                               |
| 10.01.2013 | Poznań    | Uniwersytet Ekonomiczny w Poznaniu                                   |
| 11.01.2013 | Toruń     | Uniwersytet Mikołaja Kopernika                                       |
| 23.01.2013 | Kraków    | Uniwersytet Ekonomiczny W Krakowie, Instytut Allerhanda              |
| 21.02.2013 | Rzeszów   | Wyższa Szkoła Informatyki i Zarządzania w Rzeszowie                  |
| 22.02.2013 | Warszawa  | Empik DH Junior                                                      |
| 27.02.2013 | Katowice  | Uniwersytet Ekonomiczny w Katowicach, Uniwersytet Śląski             |
| 28.02.2013 | Sosnowiec | IV LO im. Stanisława Staszica                                        |
| 28.02.2013 | Gliwice   | Politechnika Śląska                                                  |
| 28.02.2013 | Chorzów   | Wyższa Szkoła Bankowa w Chorzowie                                    |
| 05.03.2013 | Łódź      | Uniwersytet Łódzki, Politechnika Łódzka                              |
| 08.03.2013 | Lublin    | Katolicki Uniwersytet Lubelski, Uniwersytet Marii Curie-Skłodowskiej |
| 12.03.2013 | Warszawa  | Uniwersytet Kardynała Stefana Wyszyńskiego                           |
| 14.03.2013 | Gdynia    | Wyższa Szkoła Administracji i Biznesu                                |
| 14.03.2013 | Sopot     | WNE Uniwersytetu Gdańskiego                                          |
| 14.03.2013 | Gdańsk    | WPiA Uniwersytetu Gdańskiego                                         |
| 15.03.2013 | Gdynia    | Akademia Marynarki Wojennej                                          |
| 15.03.2013 | Gdańsk    | Politechnika Gdańska                                                 |
| 15.03.2013 | Sopot     | Państwowa Galeria Sztuki w Sopocie                                   |

## Opinie
Antologia „Odkrywając wolność. Przeciw zniewoleniu umysłów” spotkała się z przychylną
reakcją niektórych publicystów. Witold Gadomski z „Gazety Wyborczej” napisał, że
książka stanowi idealną przeciwwagę dla dominującego obecnie w mediach i popkulturze
dyskursu, wedle którego kapitalizm jest główną przyczyną ludzkich nieszczęść.
Publicysta docenia, że w „Odkrywając wolność” można przeczytać zarówno o zjawisku
nadużywania pojęcia wolności, jak i poznać odpowiedź na pytanie o przyczyny kryzysu
gospodarczego. Według blogera Piotra Wołejki książka „powinna być lekturą obowiązkową
dla każdego, kto chce uchodzić za światłego obywatela, który podejmuje decyzje
polityczne w sposób kompetentny”. Dziennikarz ekonomiczny Sebastian Stodolak zaleca
lekturę „Odkrywając wolność” politykom, podziwia różnorodność autorów tekstów oraz
docenia Balcerowicza za ewolucję z technokratycznego podejścia do liberalizmu w stronę
podejścia filozoficznego. Do antologii przychylnie odnosi się także Piotr Aleksandrowicz,
który przedstawia „Odkrywając wolność” jako narzędzie walki z uległością obywateli
wobec politycznych obietnic bez pokrycia: „Etatyści i socjaliści są skuteczni w zniewoleniu
umysłów, bo odwołują się do powszechnych emocji deifikując państwo i wykorzystując
hasła takie jak równość, prawa socjalne, walka państwa z biedą”. Janusz Korwin-Mikke, którego tekst znalazł się w antologii, zaznacza, że „Odkrywając wolność” to „dobre i
tanie, a rzadkie kompendium” traktujące o wartościach takich jak „Wolność, Własność,
Sprawiedliwość, bez których dobrej gospodarki być nie może”.
Na temat „Odkrywając wolność” pojawiły się także krytyczne głosy. Rafał Woś z „Dziennika Gazety Prawnej” negatywnie ocenia Leszka Balcerowicza za to, że w książce dominuje
tematyka gospodarcza mimo tytułu sugerującego bardziej wszechstronny charakter antologii.
Woś twierdzi, że w swoim wstępie Balcerowicz „zarzuca zwolennikom państwa, że je
idealizują”, a „jednocześnie sam idealizuje wolny rynek”. Zarówno Woś, jak i Dariusz Szreter
z „Dziennika Bałtyckiego” uważają, że treść książki nie przystaje do rzeczywistości po
wybuchu kryzysu gospodarczego i w obliczu narastających różnic dochodowych między
ludźmi. Z kolei Michała Płocińskiego z „Rzeczpospolitej” dziwi, że Balcerowicz nie wydał
własnej książki poświęconej wolności, a jedynie napisał „niewielki wstęp” do antologii.
Sam wybór esejów dziennikarz nazywa „mało spójną, 1000-stronicową cegłą” i zwraca uwagę na brak tekstu ważnego wolnościowego myśliciela Murraya Rothbarda. Tomasz Urbaś z „Uważam Rze” zarzuca Balcerowiczowi, że jego deklaracja przywiązania do
wolnorynkowych idei nie szła w parze z czynami, gdy sprawował najwyższe stanowiska w
państwie. Książkę źle ocenia także Tomasz Piątek z „Krytyki Politycznej”, który pisze, że w antologii tekstów na temat wolności nie powinien się był znaleźć esej Janusza Korwina-Mikkego, „zwolennika dyskryminacji niepełnosprawnych, bicia kobiet i Żydów”. Publicysta
krytykuje także promowaną w „Odkrywając wolność” ideologię liberalną, która według niego
ma dużo wspólnego z faszyzmem, gdyż zakłada „eliminację słabszych”.

## Rekomendacje

### Anne Applebaum
"W czasach rzeczywistego kryzysu kapitalizmu i liberalnej demokracji ważne jest, by pamiętać, że nadal nie zmieniły się fundamenty społecznego dobrobytu: wolność, indywidualna odpowiedzialność, prawo własności i rządy prawa. Zbiór esejów wybranych przez Leszka Balcerowicza ponownie poddaje analizie podstawowe tezy klasycznego liberalizmu , wyostrzając je i redefiniując, dzięki czemu lepiej przystają do czasów obecnych."

### Zbigniew Rau
"Antologia ta stanowi nieocenioną pomoc dla tych wszystkich z nas, którzy chcą z perspektywy wolności postrzegać, porządkować i przeżywać otaczający nas świat idei i instytucji. Jest to lektura niełatwa, gdyż wymaga często radykalnego zrewidowania dominujących poglądów na naturę ludzką, społeczeństwo, państwo i prawo. Wysiłek ten jest jednak ze wszech miar opłacalny, niesie bowiem za sobą silną motywację do autonomicznego myślenia i działania."

### Marcin Gortat
"Wolność, o której wiele można się dowiedzieć z kart książki profesora Balcerowicza, oznacza dla mnie brak ograniczeń. Jest niezależnością, możliwością decydowania o samym sobie. Dla mnie jest bardzo ważna, ponieważ jest źródłem godności człowieka. Wolność, godność, niezależność to słowa, które w słowniku prawdziwego mężczyzny i sportowca powinny być na pierwszym miejscu."

### Piotr Pustelnik
"Przeczytałem Odkrywając wolność uważnie i z ogromną ciekawością. «Wolność» to najbardziej tajemnicze słowo, jakie stworzył człowiek. Przypomina mi to moment, kiedy pierwszy raz związałem się liną i wszedłem w pionowy, skalny świat. Poczułem się wolny i odpowiedzialny zarazem. I tak zostało do dziś. Odnalazłem na stronach książki to magiczne dotknięcie słowa na «w»."